# Księstwo dźwinogrodzkie
Księstwo dźwinogrodzkie inaczej Księstwo zwenihorodzkie – księstwo ruskie z siedzibą w Dźwinogrodzie (Zwenigrodzie).

## Historia
Pierwsza wzmianka o grodzie pochodzi z Powieści minionych lat z lat roku 1087, kiedy to gród był stolicą księstwa kniazia Wołodara Rościsławicza.
Jednak największy rozwój księstwa przypadł na wiek XII, kiedy rządził w nim prawnuk Jarosława Mądrego – Władymirko (ojciec księcia halickiego Jarosława Ośmiomysła). Od tego czasu do 1444 Dźwinogród był stolicą udzielnego księstwa.
W 1126, po śmierci księcia Rościsława, brata Władymirka, księstwo połączono z księstwem przemyskim, a w 1141 również z księstwem trembowelskim.
W 1144 Wołodymyrko przeniósł stolicę księstwa do Halicza. Książę kijowski Wsewołod II podejmował dwukrotnie próby zajęcia księstwa, ale został pokonany.
Około 1239–40 tereny księstwa zostały zdobyte przez Batu-chana, znajdowały się w zależności lennej od Tatarów. Stolica księstwa po najeździe już nigdy nie podniosła się z upadku. Po 1340 tereny księstwa należały do państwa polskiego.

## Zamek
Zamek wzniesiony przez Koriatowiczów przetrwał do połowy XVI w. nad rzeczką Dzwan, uchodzącą do Dniestru.

## Kniaziowie Zwenigrodu
- Wołodar Rościsławicz (1084–1124)
- Władymirko Wołodarowicz (1124–1129)
- Iwan Berładnik (1129–1145)

do księstwa halickiego (1145–1206)
- Roman Igoriewicz (1206–1207)
- Roman Igoriewicz (1208–1210)
- Daniel Romanowicz (1210)
- Roman Igoriewicz (1210–1211)
- 1239–1340 zależność lenna od chanatu tatarskiego